# 위험한 중독
"위험한 중독"은 한국에서 제작된 최율권희 감독의 2015년 드라마 영화이다. 고원 등이 주연으로 출연하였다.

## 출연

### 주연
- 고원
- 황지후
- 류한홍

### 조연
- 차희연

## 기타
- 작곡: 김종근
- 작곡: 김경진
- 작곡: 김기락
- 작곡: 하해성
- 작곡: 김현진